# Ole Richter

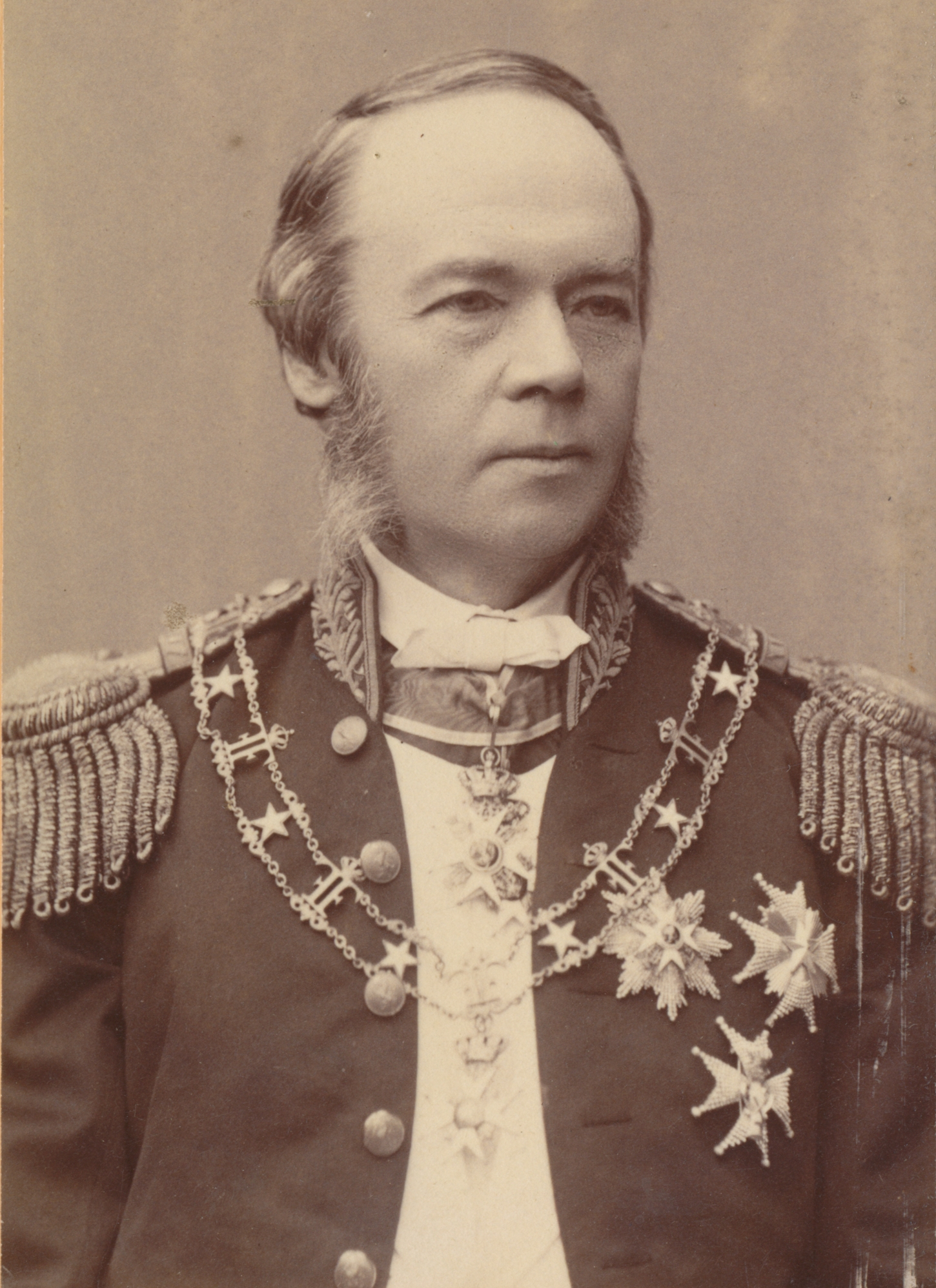
Staatsminister Ole Richter

Ole Jørgensen Richter (* 23. Mai 1829 in Rostad in Inderøy; † 15. Juni 1888 in Stockholm) war ein norwegischer Jurist, Redakteur und Politiker.
Seine Eltern waren der Landwirt Jørgen Richter (1790–1880) und dessen Frau Massi Rostad (1798–1877). Ole war das älteste von acht Geschwistern. Alle wuchsen in Rostad auf und wurden dort im Elternhaus unterrichtet. Von 1845 bis 1846 wohnte er bei seinem Onkel Andreas Richter, der Sorenskriver in Orkdal war. 1866 heiratete er in Großbritannien Charlotte Wakeford Attree (1830–1885) nachdem er zuvor eine Zeitlang mit der Schauspielerin Laura Svendsen verlobt gewesen war.
Im Frühjahr 1846 legte er an der Universität Christiania das Preliminæreksamen ab und 1847 das Examen in den Rechtswissenschaften. Nach zwei Jahren Aufenthalt bei einem anderen Onkel in Sjælland (Dänemark) kehrte er nach Christiania zurück und legte das Examen artium ab. Der Aufenthalt in Dänemark machte ihn mit nationalem und liberalem Ideegut bekannt, dem er auch in Norwegen treu bleiben sollte. Er studierte nun erneut Rechtswissenschaften und legte 1852 das Staatsexamen ab. Während dieser Zeit war er auch Mitglied in Det lærde Holland. 1853 bis 1855 war er Sorenskriver auf Zeit in Stjørdal und Verdal.
1855 bis 1856 studierte er Rechtswissenschaften in Großbritannien und Frankreich und wurde ein Bewunderer des englischen Parlamentarismus. 1856 bis 1859 redigierte er zusammen mit seinem Freund Ditmar Meidell die Zeitung Aftenbladet. Dabei folgte er seinen früheren liberalen Ideen und vertrat das Gedankengut des Skandinavismus und war kritisch sowohl gegenüber der Regierung als auch der Bauernopposition eingestellt. Im Oktober 1859 überließ er die Redaktion Bjørnstjerne Bjørnson. Doch als dieser durch sein Auftreten im Statthalterstreit die Redaktion abgeben musste, übernahm er diese erneut. 1861 zog er nach Inderøy zurück, wo er eine Rechtsanwaltskanzlei eröffnete und den Stammsitz der Familie Rostad übernahm. In seinem Heimatort war er auch mehrere Jahre Präsident der Ortsvertretung.
1862 bis 1876 war er Delegierter für Trondheim im Storting. Hier schloss er sich der liberalen Opposition an, zu der unter anderen auch Johan Sverdrup, der später austrat, Johannes Steen und Ludvig Daae gehörten. Die Themen, für die er sich engagierte, waren die jährliche Einberufung des Storting, das damals nur alle drei Jahre zusammentrat, der Zugang der Regierungsmitglieder zu den Verhandlungen des Stortings, die Einführung der Jury im Strafprozess und die Ausweitung der Wahlberechtigung.
1872 wurde Richter zum Präsidenten des Odelsting gewählt. Das blieb er, bis er 1877 zum Lagtingspräsident gewählt wurde. Es war die Zeit großer politischer Spannungen. Sverdrup und Jaabøk versuchten seine Wiederwahl 1873 zu verhindern. Er wurde nur mit knapper Mehrheit wiedergewählt. 1872 war er zum Sorenskriver in Nordfjord ernannt worden, trat aber sein Amt nicht an. 1876 wurde er Stadtvogt in Trondheim und zog dorthin. 1877 bis 1878 wurde er Delegierter für Trondheim und Levanger. Er wollte sich nun aus der Politik zurückziehen. 1878 bis 1884 war er schwedisch-norwegischer Generalkonsul in London. 1884 wurde er als Mitglied der Regierung Sverdrup Staatsminister in Stockholm. Die Spannungen zu Sverdrup wuchsen, insbesondere als dieser den Freund Richters, den Armee-Minister Ludvig Daae, im April 1885 aus der Regierung drängte. Danach kam es zu Differenzen über die Verhandlungen zwischen Norwegen und Schweden über die Vertretung Norwegens im Ausland und die Gleichstellung auf diesem Politikfeld (Der Konsularstreit). Sverdrup leugnete vor dem Odelsting jegliche Verantwortung für eine umstrittene Formulierung in der vorläufigen Verhandlungsgrundlage vom 15. Mai, die unter Leitung Richters zustande gekommen war. Diese Auseinandersetzung wird als eines der Motive für Richters späteren Selbstmord betrachtet.

In dem Vorschlag hieß es: 

„ministerielle saker skal foredras for Kongen av ministeren for de utenrikske anliggender i nærvær av to andre medlemmer av det svenske - samt tre medlemmer av det norske statsråd“

 Es ging um das Wort „anderen“ in dem Text. Er beinhaltete nämlich, dass der Außenminister auf jeden Fall ein Schwede sein sollte. Norwegen hätte damit die zahlenmäßige Gleichstellung mit der Zustimmung zu einem auf jeden Fall schwedischen Außenminister erkauft. Schweden wollte darauf eingehen. Richter berief sich darauf, dass Sverdrup dieser Formulierung noch am 11. Mai bei seinem Aufenthalt in Stockholm zugestimmt habe, was Sverdrup bestritt. Später leugnete er, dass er die Zustimmung Sverdrups jemals behauptet habe, wohl um seine Stellung in der Regierung Sverdrup zu halten. Aber er hatte genau dies 1886 in einem vertraulichen Brief an Bjørnstjerne Bjørnson getan. Bjørnson veröffentlichte am 23. Mai 1888 diesen Brief, womit Richter als charakterlos desavouiert wurde.
Innenpolitisch kam es zu erneutem Konflikt, diesmal über die Einführung des Gemeinderates und der Pfarrerwahl als Fortschritt der Demokratisierung der Kirche. Jakob Sverdrup und sein Onkel brachten den Gedanken auf, er war aber nach längerer Diskussion nicht in das Programm von Venstre aufgenommen worden, und sowohl in der Regierung als auch in der Partei war man sich in der Sache uneins.
1887 verwarf das Storting den Vorschlag. Als die Venstre nun den Rücktritt Sverdrups wegen der Abstimmungsniederlage forderte, trat Richter diesem Antrag nicht bei, und am 18. Februar 1888 trat er für die Vertagung eines eingebrachten Vorschlages ein, dass vor Eintritt in die Tagesordnung festzustellen sei, dass die Regierung die Mehrheit hinter sich habe, was in der gegebenen Situation im Storting einem Misstrauensvotum gleichgekommen wäre. Der Vorschlag wurde nicht vertagt, sondern abgelehnt. Richter war nun völlig isoliert und wurde aus der Regierung gedrängt. Am 6. Juni nahm er seinen Abschied als Staatsminister in Stockholm und beging am 15. Juni Selbstmord.

## Erläuterungen
1. ↑  Per Fuglum: Ole Richter. In: Norsk biografisk leksikon. Store norske leksikon, 13. Februar 2009, abgerufen am 30. November 2021.
2. ↑  Das „Preliminæreksamen“ war eine in der Zeit von 1815 bis 1849 als gegenüber dem regulären Examen artium erleichterte Aufnahmeprüfung für Studierwillige, die keine Latein- und keine Griechischkenntnisse vorweisen konnten. Für diese gab es dann auch ein erleichtertes Examen in den Rechtswissenschaften und in der Medizin, die aber keine Staatsexamen waren.
3. ↑  Damit war er aber noch kein Volljurist.
4. ↑  Das „Examen artium“ war die reguläre Eingangsprüfung zur Universität, die Latein- und Griechischkenntnisse voraussetzte. Es entsprach also dem Abitur, wurde aber von der Universität abgenommen.
5. ↑  Stadtvogt (bafogd) war Einzelrichter in Orten, die kein Kollegialgericht hatten.
6. ↑  Brief Bjðrnstjerne Bjðrnsons vom 19. Juni 1888 an den schwedischen Autor und Politiker S. A. Hedlund.